# Faro de Bazaruto
El Faro de Bazaruto (en portugués: Farol de Bazaruto) es un faro situado en la isla de Bazaruto, provincia de Inhambane, Mozambique.

## Historia
El 30 de junio de 1893 fue publicada la intención de construir un faro en la punta del cabo Bazaruto en la isla del mismo nombre. Comenzó a funcionar en 1894, pero apenas tres años después fue apagado por no cumplir las expectativas de utilidad para la navegación. 
El 17 de julio de 1910 comenzó a construirse un segundo faro inaugurado en 1913. En 1922 se colocaron lámparas de incandescencia. En 1926 se instaló una estación radiotelegráfica.
Para 1985 el faro estaba apagado desde hacía tiempo y se encontraba en muy mal estado. Fue reconstruido y vuelto a poner en operación en 1996 pero en 2007, el paso del ciclón tropical Favio afectó seriamente al faro cayendo nuevamente en el abandono.

## Características
El faro tenía una óptica de lentes hiperradiantes de Fresnel, una de las pocas instaladas en todo el mundo. En 1930 era de luz blanca emitiendo grupos de 3 oscurecimientos cada 30 segundos. En 1996 emitía grupos de 3 de destellos cada 15 segundos.